# Кхаді
Кхаді (khādī, деванагарі: खादी, насталік: کھادی) або кхаддар (khaddar, деванагарі: खद्दर, насталік: کھدّر) — тип зітканої уручну індійської тканини. Як сировина для неї може використовуватися бавовна, вовна або шовк, кхаді тчеться уручну, нитки снуються за допомогою традиційної прядки — чаркхи. Це досить багатофункціональна тканина, придатна для виготовлення як літнього, так і зимового одягу. Проте вона легко мнеться, і тому одяг з кхаді часто крохмалять.
Ця тканина була майже повністю витіснена промисловою, але Махатма Ганді провів активну кампанію з відновлення її популярності заради підтримки невеликих сільських підприємств на заміну імпорту з Британії, і з 1920-х років виробництво кхаді стало частиною руху Свадеші. Рух за незалежність Індії, зокрема, проявляв себе у використанні одягу з кхаді та знищенні імпортних фабричних тканин, символізуючи ідею економічної незалежності. Навіть зараз багато політиків з пошани до національних традицій надають перевагу одягу з кхаді. Більш того, згідно з офіційними специфікаціями, прапор Індії має бути виготовлений з цієї тканини, хоча багато виробників, особливо за кордоном, ігнорують цю вимогу.